# Cantone di Ligueil
Il Cantone di Ligueil era una divisione amministrativa dell'arrondissement di Loches.
A seguito della riforma approvata con decreto del 18 febbraio 2014, che ha avuto attuazione dopo le elezioni dipartimentali del 2015, è stato soppresso.

## Composizione
Comprendeva i comuni di:
- Bossée
- Bournan
- La Chapelle-Blanche-Saint-Martin
- Ciran
- Esves-le-Moutier
- Ligueil
- Louans
- Le Louroux
- Manthelan
- Mouzay
- Saint-Senoch
- Varennes
- Vou